# Dom przy ul. Mickiewicza 7 w Mielcu
Dom przy ul. Mickiewicza 7 w Mielcu – budynek wpisany do rejestru zabytków nieruchomych województwa podkarpackiego pod numerem A-988. Dom zaprojektowany przez krakowskiego architekta Tomasza Bujasa został zbudowany w latach 1900-1902. Jednopiętrowy, murowany i otynkowany budynek wzniesiony jest na planie litery „L”. Przykryty jest dwuspadowym dachem z blachy. Brama wjazdowa na podwórze posiada sklepienie w kształcie łuku. W stropie znajdują się haki ułatwiające wyładowywanie towarów z wozów. Na wybrukowanym podwórzu znajdują się dwa garaże, dawniej pełniące funkcje wozowni i stajni dla koni pociągowych.